# Mesoleptus nefastus
Mesoleptus nefastus là một loài tò vò trong họ Ichneumonidae.